# Brotnja
Brotnja je selo u Zadarskoj županiji.

## Upravna organizacija
Upravno pripada općini Gračacu. Prije Domovinskog rata selo je spadalo pod općinu Donji Lapac.

## Zemljopisni položaj
Nalazi se južno od Martina Broda, nekoliko kilometara zapadno od granice s BiH.

## Promet
Nalazi se na duž državne ceste D218.

## Povijest
Brotnja je do izbijanja Drugog svjetskog rata imala hrvatsku etničku većinu. Nedugo nakon uspostave NDH, u ljeto 1941., određeni je broj seljaka iz Brotnje pristupio Ustaškom pokretu i aktivno sudjelovao u pokoljima nad lokalnim srpskim stanovništvom, poput onoga u Suvaji početkom srpnja iste godine, kada je u tom selu pobijeno oko 300 srpskih civila. U osvetničkom pohodu srpskih ustanika krajem srpnja 1941. Brotnja je spaljena, a 37 Hrvata (većinom civila iz obitelji Ivezić) je ubijeno, dok je preostalo hrvatsko stanovništvo izbjeglo. Ovaj se osvetnički pohod odvio suprotno uputstvima KPJ i lokalnih ustaničkih zapovjednika, Đoke Jovanića i Gojka Polovine.
Nakon masovnih ubojstava i protjerivanja Hrvata u srpskom ustanku na ovom graničnom području Hrvatske i Bosne i Hercegovine (Drvar i okolica, iz Bosanskog Grahova i okolice - naselja Luka, Korita, Ugarci, Obljaj i druga, iz Brotnja, Boričevca, Vrtoče, Lastve, Zelinovca, Krnjeuše) te činjenice da se ovamo Hrvati nisu smjeli vratiti niti nakon 1945. (u nekim su naseljima uništena i groblja, a vlasništvo nad zemljom koja im je oteta Hrvati nisu uspjeli povratiti), broj Hrvata je drastično opao.

## Stanovništvo
Prema popisu 1991. Brotnja je imala 125 stanovnika (123 Srba, 1 Jugoslaven, 1 neizjašnjen), 2001. 34 stanovnika, a 2011. 47 stanovnika.
| broj stanovnika | 350   | 447   | 271   | 392   | 519   | 531   | 541   | 627   | 366   | 375   | 287   | 229   | 170   | 125   | 34    | 47    | 22    |
|                 | 1857. | 1869. | 1880. | 1890. | 1900. | 1910. | 1921. | 1931. | 1948. | 1953. | 1961. | 1971. | 1981. | 1991. | 2001. | 2011. | 2021. |